# Auzouville-sur-Ry
Auzouville-sur-Ry ist eine französische Gemeinde mit 681 Einwohnern (Stand: 1. Januar 2022) im Département Seine-Maritime in der Region Normandie. Sie gehört zum Arrondissement Rouen und zum Kanton Le Mesnil-Esnard (bis 2015: Kanton Darnétal). Die Einwohner werden Auzouvillais genannt.

## Geographie
Auzouville-sur-Ry liegt etwa 15 Kilometer östlich von Rouen. Umgeben wird Auzouville-sur-Ry von den Nachbargemeinden Martainville-Épreville im Norden, Saint-Denis-le-Thiboult im Osten und Nordosten, Perruel im Osten, Letteguives im Süden und Südosten, Fresne-le-Plan im Süden sowie Bois-d’Ennebourg im Westen und Südwesten.

## Einwohnerentwicklung
| 1962                      | 1968 | 1975 | 1982 | 1990 | 1999 | 2006 | 2013 |
| ------------------------- | ---- | ---- | ---- | ---- | ---- | ---- | ---- |
| 408                       | 428  | 431  | 510  | 601  | 577  | 600  | 680  |
| Quelle: Cassini und INSEE |      |      |      |      |      |      |      |

## Sehenswürdigkeiten
- Kirche Notre-Dame aus dem 17. Jahrhundert
- Schloss Lesques aus dem 17. Jahrhundert

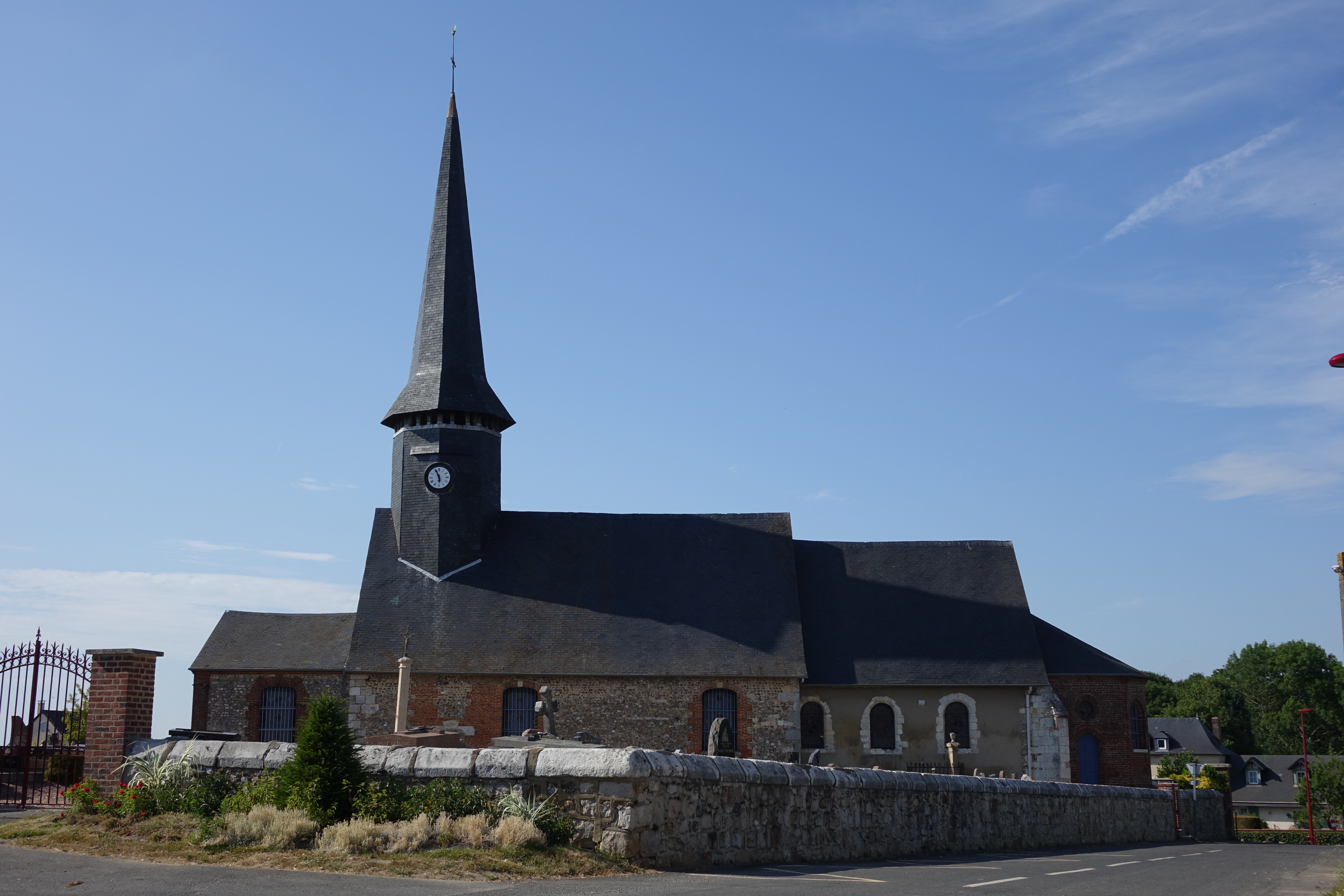
Kirche Notre-Dame

- Garten Le Jardin Plume